# Stampede (álbum)
Stampede es el undécimo álbum de estudio de Krokus, publicado en 1990.
Este trabajo incluye una formación casi completamente distinta al anterior disco Heart Attack, editado dos años antes, el único miembro que permaneció en la banda fue el bajista Fernando von Arb, siendo además el primer álbum sin el cantante Marc Storace desde su incorporación al grupo, a fines de los años 70, siendo reemplazado por el vocalista Peter Tanner.
El disco fue calificado por el crítico Jason Anderson, de Allmusic.com, como "Uno de los mejores trabajos con el nombre 'Krokus' en la portada".
Stampede salió al mercado a través de Phonag, una pequeña subsidiaria suiza del sello alemán Edel.

## Lista de canciones
- Autores Fernando von Arb, Many Maurer & Peter Tanner, salvo las indicadas.

1. "Stampede" - 4:41
2. "Electric Man" - 5:24
3. "Rock 'n' Roll Gypsy" - 4:35
4. "Shotgun Boogie" (von Arb, Maurer, Tanner, Patrick Mason) - 5:25
5. "Nova-Zano" (von Arb, Maurer, Tanner, Mason) - 6:28
6. "Street Love" - 4:32
7. "Good Times" - 4:43
8. "She Drives Me Crazy" (von Arb, Maurer, Tanner, Mason) - 5:15
9. "In the Heat of the Night" (von Arb) - 7:02
10. "Rhythm of Love" (von Arb, Maurer, Tanner, Mason) - 5:24
11. "Wasteland" (Maurer, Tanner) - 7:08

## Personal
- Peter Tanner - voz
- Fernando von Arb - bajo, guitarra acústica, guitarra eléctrica, teclados
- Many Maurer - guitarra solista, bajo
- Tony Castell - guitarra rítmica, bajo, coros
- Peter Haas - batería, percusión
- Jurg Naegeli - teclados, bajo